# Високофедорівка
Високофе́дорівка (до 1946 року - Теодорсгоф) — село в Україні, у Львівському районі Львівської області. Населення становило 75 осіб у 2018 році. Орган місцевого самоврядування - Кам'янка-Бузька міська рада.

## Населення

### Мова
Розподіл населення за рідною мовою за даними перепису 2001 року:
| Мова       | Кількість | Відсоток |
| ---------- | --------- | -------- |
| українська | 105       | 100%     |